# (10006) Sessai
(10006) Sessai es un asteroide que forma parte del cinturón de asteroides y fue descubierto por Hiroki Kosai y Kiichiro Hurukawa el 22 de octubre de 1976 desde el Observatorio Kiso del monte Ontake, Japón.

## Designación y nombre
Sessai recibió al principio la designación de 1976 UR15.
Posteriormente, en 2003, se nombró en honor del filósofo japonés Nishiyama Sessai (1735-1798).

## Características orbitales
Sessai está situado a una distancia media de 2,636 ua del Sol, pudiendo acercarse hasta 2,488 ua y alejarse hasta 2,783 ua. Tiene una inclinación orbital de 9,91 grados y una excentricidad de 0,05587. Emplea en completar una órbita alrededor del Sol 1563 días. El movimiento de Sessai sobre el fondo estelar es de 0,2303 grados por día.

## Características físicas
La magnitud absoluta de Sessai es 13.